# Jysk hest
Den jyske hest er en koldblod hesterace. Den jyske hest har som Frederiksborghesten sin oprindelse i den gamle danske stridshest og bondehest, der igen begge nedstammede fra den lille bronzealderhest.
Den Jyske Hest har ikke altid været den svære arbejdshest, som vi kender i dag. Først i 1800-tallet bliver hesten nemlig landbrugets foretrukne trækkraft ved markarbejdet. Tidligere brugte man fortrinsvis stude, og hestene var mere reserveret ridning og kørsel. Især til det sidste formål kunne kraftige dyr nok bruges.
Allerede i midten af 1700-årene forsøgte man at forædle den jyske hesterace ved at sætte hingste fra det kongelige Frederiksborg-stutteri til jyske hopper, men det blev ingen succes. Afkommet var for let.
I 1843 importeredes ca. 50 Yorkshire-hingste til det nyoprettede landstutteri på Koldinghus Slot, og ved almindelig krydsningsfrodighed i første led fik man nogle fortræffelige heste. Det viste sig dog, at de gode egenskaber ikke holdt sig i senere slægtled.
Efter en lang, sej kamp mod det statsdirigerede, forfejlede avlsarbejde, lykkedes det at få indsat de få renracede jyske heste, der var tilbage, i et bevaringsarbejde, hvorved racen så småt igen kom til kræfter.
Blandt dem der markant gik ind for at bevare den jyske hest var godsejer Harald Branth fra Sdr. Elkjær, som også var blandt det jyske kvægs redningsmænd.
I 1862 sendte hestehandleren Louis Oppenheim en rød Suffolk-hingst med hvide bagsokker til Danmark. Den indsattes i avlen med den jyske, som den tilførte så meget godt, at den reddede den jyske race og satte det præg, som den bærer endnu.
Oprindelig havde man jyske heste som skimler, brune, sorte og røde med hvid man og hovskæg. I dag er der overvægt af antallet af disse sidste. Skimlerne er helt forsvundet, men der er en del brune og sorte jyske heste.
I 1950'erne havde man flere hundrede tusinde jyske heste i Danmark. I dag er der ca. 1000 tilbage.
I 1969 udførte billedhuggeren Helen Schou statuen Den Jyske Hingst, der afbilleder en jysk hest.